# 山下組組員警官誤射殺事件
山下組組員警官誤射殺事件（やましたぐみくみいんけいかんごしゃさつじけん）は、1995年8月に発生した事件。

## 概要
1995年8月25日午後4時頃、京都市左京区の会津小鉄会系山浩組事務所前で警戒中だった私服警官（当時44歳）が、山口組系暴力団第3次団体である山下組の組員に山浩組組長狙撃事件の報復を目的として敵対していた会津小鉄会系組員と誤認されて、拳銃で胸を撃たれ即死した。
実行犯の山口組系組員2人は殺人罪等で懲役18年、懲役7年の実刑が確定した。
被害者遺族は1998年に山口組組長である渡辺芳則を相手取り、損害賠償を求めて京都地裁に提訴。
2002年9月、京都地裁は実行犯と3次団体元組長の3人に共同不法行為責任があるとして損害賠償金の支払いを命じたが、渡辺組長については「抗争の前段階の行為に事業性は認められない」などとして使用者責任を否定した。
2003年10月、大阪高裁は3人だけでなく渡辺組長にも「下部組織の抗争も、幹部会や組員を通じて抗争を指揮、監督できる使用者の地位にある」として使用者責任を認め、計8000万円の損害賠償金の支払いを命じた。
2004年11月12日、最高裁は上告を棄却し、渡辺組長を含めた4人の山口組関係者の不法行為責任が確定した。
これを受けて、渡辺芳則は長期静養を宣言して山口組の運営を執行部に委譲し、2005年に引退した。